# Natalia Bagration de Moukhran
La princesse Natalia Bagration de Moukhran, Lady Johnston (19 avril 1914 - 26 août 1984), est une aristocrate géorgienne de la lignée des princes de Moukhran,.

## Famille et jeunesse
La princesse Natalia naît au palais de Pavlovsk le 19 avril 1914, elle est la fille du prince Constantin Bagration de Mukhrani et de la princesse Tatiana Constantinovna de Russie. La princesse Natalia est issue de deux familles importantes, la dynastie des Bagratides et la Maison Romanov. Elle a un frère aîné, le prince Teymuraz Bagration, né en 1912. Elle est la filleule de l'empereur Nicolas II de Russie et de sa fille la grande-duchesse Olga. En raison de son ascendance, elle est liée à la famille royale britannique, étant la cousine au deuxième degré du prince Philip, duc d'Édimbourg, et de la princesse Marina, duchesse de Kent, et la cousine au quatrième degré de la reine Élisabeth II.

## Biographie
Après la révolution russe, Natalia et sa famille s'installent en Yougoslavie. Selon les mémoires du prince Tomislav de Yougoslavie, elle est son premier amour d'enfance.
Alors qu'elle travaille à Londres pour le gouvernement yougoslave en exil, elle rencontre le diplomate britannique Charles Hepburn Johnston qu'elle épouse le 24 avril 1945 . Quand il est anobli en 1959, elle devient Lady Johnston. Le couple n'a pas d'enfants.
Elle meurt le 26 août 1984 à Londres et est enterrée au cimetière de Gunnersbury .